# 유역변경식 발전
유역변경식 발전은 유역간 물이동을 겸하여 낙차를 활용하기 위해 저수지와 배수지를 다른 유역으로 한 발전이다.